# Andrej Siniczyn
Andrej Siniczyn (biał. Андрэй Сінічын, ros. Андрей Синичин, Andriej Siniczin; ur. 1 czerwca 1972 w Mińsku) – białoruski piłkarz, grający na pozycji pomocnika, reprezentant Białorusi.

## Kariera
Siniczyn profesjonalną karierę rozpoczął w 1992 roku w klubie Budaunik Stare Dorohi. Wiosną 1993 roku stał się piłkarzem Tarpedy Mińsk. Po dwóch latach gry w stołecznym klubie piłkarz zawitał do Mohylewa i tam podjął się gry w miejscowym klubie Dniapro.
W 1996 roku wyemigrował do Polski, gdzie znalazł miejsce w Stomilu Olsztyn. W olsztyńskim klubie bawił przez 1,5 roku, po czym powrócił do Tarpedy Mińsk. Druga przygoda piłkarza z Tarpedą zakończyła się po roku. Wówczas Siniczyn podjął decyzję o wyjeździe do Rosji, gdzie w 1998 roku reprezentował barwy Anżiego Machaczkała.
Wiosną 1999 roku ponownie zawitał w Polsce. Tym razem założył koszulkę Amiki Wronki. Z zespołem tym zdobył Puchar Polski. Sezon 1999/2000 to występy w Jezioraku Iława. Do kolejnych rozgrywek Siniczyn przystąpił jako zawodnik Stomilu Olsztyn. Druga przygoda z olsztyńskim klubem była już mniej udana, dlatego też w 2002 roku Siniczyn powrócił do ojczyzny. Tam ponownie nie zabawił zbyt długo i po tym, jak występował w Lakamatyu Mińsk, trzeci już raz udał się do Polski. Wiosną 2003 roku jego nazwisko widniało w kadrze Polonii Warszawa, jednak w I lidze piłkarz wystąpił wówczas tylko raz.
Kolejne 1,5 roku w karierze piłkarza to gra w białoruskim FK Smorgonie. Wiosną 2005 roku pojawił się w Olsztynie. Pierwotnie miał pomóc miejscowemu zespołowi OKS 1945 w awansie do III ligi, jednak gra w olsztyńskim klubie nie doszła do skutku. Obecnie Siniczyn nie należy do żadnego klubu.
Łącznie w białoruskiej ekstraklasie Siniczyn rozegrał 141 spotkań, w których zdobył 7 bramek. W polskiej I lidze piłkarz wystąpił w 67 spotkań, trzykrotnie pokonując bramkarzy rywali.
Andrej Siniczyn występował również w reprezentacji Białorusi.